# 吉爾福德鎮區 (伊利諾伊州喬戴維斯縣)
吉爾福德鎮區（英語：Guilford Township）是位於美國伊利諾伊州喬戴維斯縣的一個行政鎮區。

## 地方資料
根據2010年美國人口普查的數據，吉爾福德鎮區的面積為96.70平方千米，當中陸地面積為96.20平方千米，而水域面積為0.50平方千米。當地共有人口1175人，而人口密度為每平方千米12.15人。